# Lasiosiphon
Lasiosiphon é um género botânico pertencente à família Thymelaeaceae.

## Espécies
- Lasiosiphon glaucus Fresen.